# Arild Vatn
Arild Vatn (* 17. Mai 1952) ist ein norwegischer Ökonom.

## Leben und Wirken
Vatn studierte Agrarwissenschaft und schloss das Studium 1979 ab. 1983 promovierte er im selben Fach. Seit 1996 ist er Professor an der Norwegischen Universität für Umwelt- und Biowissenschaften (NMBU), mit einer 4-jährigen Unterbrechung von 2008 bis 2012, als er Professor am Thor Heyerdahl Institute war (in Kooperation mit der NMBU). Von 2006 bis 2009 war er Präsident der European Society for Ecological Economics.

## Forschung
Vatns Forschungsschwerpunkte bilden die Ökologische Ökonomik und die Institutionenökonomik; er arbeitet insbesondere zu Fragen der Umweltgovernance und Institutionen im Umweltkontext. Seine interdisziplinäre Forschung verknüpft Erkenntnisse aus heterodoxen Denkschulen der Ökonomik, insbesondere der alten Institutionenökonomik, mit Elementen der Neuen Institutionenökonomik, die er vor allem auf Umwelt- und Agrarkontexte anwendet. Unter anderem leistete er kritische Beiträge zur Theorie der umweltökonomischen Bewertung sowie der kollektiven Entscheidungsfindung. Bezogen auf Institutionen betonte er wiederholt, in Abgrenzung zur Neuen Institutionenökonomik, dass sie nicht nur das Resultat kollektiver Präferenzen sind, sondern auch individuelle Präferenzen verändern und prägen – wohingegen die Neue Institutionenökonomik sie lediglich als externe Limitationen betrachtet. Somit hinterfragt er auch das Menschenbild und die Rationalitätsannahmen der neoklassischen Ökonomik. Er fordert und beteiligt sich an der Entwicklung einer Theorie des menschlichen Handelns für die Ökologische Ökonomik.

## Auszeichnungen
- 2007: Veblen 150 Prize der Association for Evolutionary Economics (AFEE) und European Association for Evolutionary Political Economy (EAEPE) für sein Buch Institutions and the Environment

## Werke
- Institutions and the Environment. Edward Elgar, Cheltenham 2005, ISBN 978-1-84376-100-6.
- Environmental Governance: Institutions, Policies and Actions. Edward Elgar, Cheltenham 2016, ISBN 978-1-78536-362-7.